# Ubådskrigen
Ubådskrigen er en del af første verdenskrig, og betegner Tysklands strategi med at forstyrre handel ved at angribe uindskrænket med ubåde.
Den tyske hærledelse gennemtrumfede den uindskrænkede ubådskrig.
Tyske ubåde sænkede en del af ententemagternes handelsskibe. Da torpedoer kun var medbragt i et begrænset antal, forsøgte man ofte at sænke skibene med dækskanonerne. Søfolkene fik derved tid til at gå i redningsbådene før sænkningen. De såkaldte Q-både var udadtil plimsollere, men udstyret med skjulte kanoner under dæk. Q-bådene havde to besætninger; den ene var en samling tilsyneladende kujoner, der gik i bådene, mens den anden tog kampen op mod den overraskede ubåd. Modtrækket kom d. 1. februar 1917, da Tyskland erklærede uindskrænket ubådskrig mod alle handelsskibe.
I det skæbnesvangre telegram fra Zimmermann fra 1917, sendte det tyske kejserriges udenrigsminister Zimmermann et kodet telegram til den tyske ambassadør i Mexico om den foreståede tyske udvidelse af ubådskrigen, samt om den strategi, Tyskland gerne så gennemført i form af bl.a. en alliance med Mexico. Englænderne opsnappede telegrammet og havde held med at afkode meddelelsen. De informerede herefter USA, der kort tid efter indtrådte i krigen.